# Guerneville (Kalifornija)
Guerneville je naseljeno područje za statističke svrhe u američkoj saveznoj državi Kalifornija. Prema popisu stanovništva iz 2010. u njemu je živjelo 4.534 stanovnika.